# 三輪祐見子
三輪 祐見子（みわ ゆみこ、1969年4月23日 - ）日本のテレビプロデューサーである。株式会社テレビ朝日総合編成局ドラマ制作部長。

## 来歴
東京都出身。早稲田大学卒業後、1992年にテレビ朝日入社。同期には六車俊治など。
広報部に配属され、『ドラえもん』『クレヨンしんちゃん』『美少女戦士セーラームーン』を担当。1995年に制作部へ異動し、『土曜ワイド劇場』の担当プロデューサーとなる。その後も深夜枠ドラマなどのプロデュースを経て、『エースをねらえ!』より本格的に連続ドラマを手掛けるようになる。『DOCTORS〜最強の名医〜』第3部から2018年SP、『刑事7人』第1部で黒田徹也と共にゼネラルプロデューサーを担当するなど、医療ドラマや刑事ドラマを手がけた。
2016年より『おっさんずラブ』の製作総指揮（ゼネラルプロデューサー）を担当し、2019年度エランドール賞（プロデューサー賞・奨励賞）を受賞。『おっさんずラブ』のプロデューサー貴島彩理は三輪のことを、内山聖子とともにテレビ朝日の女性ドラマプロデューサーの道を切り開いたスタープロデューサーと述べている。
2021年現在もドラマを担当する一方で、総合編成局の管理職の立場からシンエイ動画の非常勤取締役を務めたり、『RE-MAIN』の立ち上げに参画するなど、アニメーション製作にも僅かながら関与している。